# Mortheim
Mortheim ist ein Tabletop-Spiel von 1999, aus dem Hause Games Workshop.
Seit Games Workshop die Weiterentwicklung Mortheims 2002 eingestellt hatte, wird es von der Tochterfirma Specialist Games Range, vormals Fanatic Games, weiter gepflegt. Im Englischen Original heißt das Spiel 'Mordheim'.

## Spielprinzip
Vergleichbar mit Warhammer Fantasy, wird Mortheim von zwei oder mehr Spielern gespielt, wobei jeder Spieler eine Bande von Kämpfern kontrolliert, die zumeist aus 8–15 Modellen in gängiger Games-Workshop Figurengröße (28 mm Maßstab) besteht. Abhängig von ihrer Rasse, ihrem Hintergrund, ihrer Erfahrung und ihrer Bewaffnung haben die Kämpfer unterschiedliche Fähigkeiten. Charakteristisch für Mortheim ist der für ein TableTop-Spiel vergleichsweise stark ausgeprägte Rollenspiel-Charakter, durch den jedes Modell zu einer individuellen Persönlichkeit wird. Die einzelnen Kämpfer werden nach jeder Schlacht erfahrener, lernen neue Fähigkeiten oder verbessern ihre Grundwerte. Selbst Verletzungen aus vorangegangenen Scharmützeln bleiben erhalten und haben in den darauffolgenden Szenarien ihre Auswirkungen.
Die Szenarien spielen sich in der Stadt Mortheim ab, die vor vielen Jahren durch den Einschlag eines Kometen zerstört wurde. Heute sind Splitter dieses Kometen (die sogenannten Morrssteine) begehrte Artefakte magischer Energie und die verschiedensten Parteien machen sich auf die Suche nach ihnen.
Im Spiel Mortheim übernehmen die Spieler die Kontrolle über eine Bande von Abenteurern, die auf der Suche nach ebendiesen Splittern aufeinander treffen und Kämpfe um die besten Sammelgebiete austragen. Nachdem die Streitigkeiten (meist wenig friedlich) aus der Welt geräumt wurden, suchen die Banden in den Ruinen der Stadt nach Morrsteinsplittern und anderen Schätzen. Wenn die Ergebnisse dieser Suche, die Folgen der im Kampf erlittenen Verletzungen und die aus der gewonnenen Erfahrung resultierenden Erfahrung ausgewertet wurden, haben beide Spieler die Möglichkeit mit den erwirtschafteten Goldstücken neue Ausrüstung zu kaufen und neue Bandenmitglieder anzuheuern.

## Die Spielphasen
Ein Spielzug besteht aus drei Phasen: Bewegung, Fernkampf & Magie, und Nahkampf. Die Spielzüge gehen reihum, bis das Ziel des Szenarios erfüllt ist oder alle Banden bis auf eine geflohen sind.

## Banden
Die folgenden Banden sind im Regelwerk beschrieben:
- Reikländer
- Middenheimer
- Marienburger
- Besessene
- Hexenjäger
- Schwesternschaft des Sigmar
- Untote
- Skaven

Weitere Banden befinden sich im Annual 2002:
- Zwerge
- Ostländer
- Averländer
- Orks & Goblins
- Kisleviten
- Hochelfen Schattenkrieger

## Erweiterungen
Es gibt inzwischen zahlreiche Erweiterungen für Mortheim, so beschäftigt sich Lustria zum Beispiel mit den Regeln für Dschungelkämpfe (hauptsächlich Wetterregeln), Khemri mit den Regeln für Wüsten (z. B. Wasserverbrauch in der Wüste) und Empire in Flames mit den Regeln für Kampagnen im Imperium. Jede dieser Erweiterungen führte neue Banden ein, sodass es inzwischen möglich ist Echsen, Piraten, Grabräuber, Orks, Amazonen, Hochelfen und diverse weitere Banden zu spielen.

## Adaption
2015 erschien eine Umsetzung für PC (Windows), PlayStation 4 und Xbox One unter dem Titel Mordheim: City of the Damned. Laut Metacritic waren 10 von 26 Kritiken positiv und der Rest gemischt. Das ergab einen Metascore von 74.